# Chelonarium gyrinoides
Chelonarium gyrinoides là một loài bọ cánh cứng trong họ Chelonariidae. Loài này được Chevrolat miêu tả khoa học đầu tiên năm 1880.